# Rinaldi Racing
Le Rinaldi Racing est une écurie de sport automobile allemande, fondée par Michele Rinaldi. Cette écurie, basée à Mendig en Allemagne, participe à des épreuves d'endurance avec des voitures de Grand tourisme, et plus récemment des Sport-prototype, dans des championnats tels que la Michelin Le Mans Cup, l'Asian Le Mans Series, le GT World Challenge Europe ainsi que les 24 Heures du Mans.

## Histoire
En 2020, pour la première fois, le Rinaldi Racing s'était engagé dans un championnat pour y faire rouler un Sport-prototype. C'est ainsi que l'écurie allemande avait participé à la Michelin Le Mans Cup en y faisant rouler 2 Duqueine M30 - D08 dans la catégorie LMP3,. En effet, jusque-là, l'écurie allemande n'avait jamais fait rouler de Sport-prototype et avait été fidèle à Ferrari en Grand tourisme dans la catégorie GT3. C'est ainsi que 2 voitures ont roulé durant la saison en participant à différentes épreuves. Durant cette première saison, l'écurie ne fut pas capable de monter sur le podium des courses auxquelles elle avait participé. En plus de l'implication dans ce championnat, on retrouva également le Rinaldi Racing en GT World Challenge Europe, et en 24H Series.
En 2021, le Rinaldi Racing s'était de nouveau engagé dans un nouveau championnat, l'Asian Le Mans Series, en y faisant rouler 2 Ferrari 488 GT3,. Cette première expérience dans ce championnat a été très positive car la voiture n°55, seconde lors d'une manche des 4 Heures de Dubaï et troisième lors d'une manche des 4 Heures d'Abou Dabi a terminé le championnat GT en 3e position et a ainsi permis à l'écurie de gagner une invitation aux 24 Heures du Mans. Comme lors de la saison précédente, le Rinaldi Racing à également participé à la Michelin Le Mans Cup avec ses Duqueine M30 - D08 et en GT World Challenge Europe avec ses Ferrari 488 GT3. Afin de préparer sa première participation aux 24 Heures du Mans, le Rinaldi Racing avait participé pour la première fois à une manche du Championnat du monde d'endurance, les 6 Heures de Monza, avec une Ferrari 488 GTE Evo. Cette préparation réalisée, l'écurie s’était lancée dans les 24 Heures du Mans en réalisant le 7e temps de la Journée Test dans leur catégorie. Les qualifications ne furent pas aussi bonne car l'écurie positionna sa voiture en 14e position de la catégorie LMGTE Am. Lors de la course, la voiture effectua une sortie de piste au 271e tours et dut abandonner à cause des dommages engendrés sur la voiture.

## Résultats en compétition automobile

### Résultats aux24 Heures du Mans
| Année | Classe   | no | Pilotes                                             | Voiture             | Pneus | Tours | Pos. | Pos. cat. |
| ----- | -------- | -- | --------------------------------------------------- | ------------------- | ----- | ----- | ---- | --------- |
| 2021  | LMGTE Am | 78 | Pierre Ehret Christian Hook (de) Jeroen Bleekemolen | Ferrari 488 GTE Evo | M     | 271   | Abd. | Abd.      |

### Résultats enAsian Le Mans Series
| Année | Classe | no | Voiture         | Pneus | 1      | 2      | 3      | 4        | Total | Pos. |
| ----- | ------ | -- | --------------- | ----- | ------ | ------ | ------ | -------- | ----- | ---- |
| 2021  | GT     | 55 | Ferrari 488 GT3 | M     | DUB 8  | DUB 2  | ABU 4  | ABU 3    | 49    | 3e   |
| 2021  | GT     | 66 | Ferrari 488 GT3 | M     | DUB 12 | DUB 15 | ABU 15 | ABU Abd. | 1.5   | 19e  |

## Pilotes
- Jeroen Bleekemolen (2021)
- Fabrizio Crestani (2021)
- Pierre Ehret (2020-2021)
- Benjamín Hites (es) (2021)
- Christian Hook (2021)
- Daniel Keilwitz (2020)
- Patrick Kujala (en) (2021)
- Davide Rigon (2021)
- Manuel Lauck (2021)
- Alexander Mattschull (de) (2020-2021)
- Rino Mastronardi (2020-2021)
- Steve Parrow (2020-2021)
- David Perel (2020-2021)
- Nicolas Schatz (2020)
- Dominik Schwager (en) (2020-2021)
- Nicolas Varrone (2020-2021)